# 南関町立南関第二小学校
南関町立南関第二小学校（なんかんちょうりつ なんかんだいにしょうがっこう）は、熊本県玉名郡南関町大字高久野にある公立の小学校。

## 概要
歴史
1927年（昭和2年）に当時の賢木村の小学校3校（賢木北・賢木東・賢木南）を統合の上、開校。2027年（令和9年）には創立100周年を迎える。
学校教育目標
「かしこく・やさしく・たくましい『さかきっ子』の育成」
校章
1969年（昭和44年）制定。柏の葉を背景にして、中央に校名の「第二小」の文字（縦書き）を配している。
校歌
1969年（昭和44年）制定。
通学区域
南関町のうち「大字久重、上長田、長山、宮尾、今、高久野、細永（細永南・細永北区）、豊永（来光寺を除く西豊永区）」。中学校区は南関町立南関中学校。

## 沿革
前史
- 1872年（明治5年）- 「宮尾小学校」が創立。
- 1874年（明治7年）- 三草堂に移転。
- 1875年（明治8年）- 「久重小学校」が創立。
- 1878年（明治11年）- 宮尾小学校が「草村小学校」に改称。「公立安原小学校」が創立。
- 1886年（明治19年）- 小学校令施行により、公立安原小学校が簡易科を設置の上、「安原小学簡易科教場」に改称。
- 1889年（明治22年）4月1日 - 町村制施行により、玉名郡8村（久重、上長田、今、宮尾、長山、細永（一部）、高久野、豊永（一部））が合併し「賢木村」が発足。
- 1891年（明治24年）- 公立安原小学校が「安原小学簡易教場」に改称。
- 1892年（明治25年）- 安原簡易教場が「安原尋常小学校」として独立。
- 1893年（明治26年）- 草村小学校が「賢木南尋常小学校」に、久重小学校が「賢木北尋常小学校」に、安原尋常小学校が「賢木東尋常小学校」に改称。
- 1908年（明治41年）4月 - 改正小学校令により、尋常科（義務教育年限）が4年制から6年制に改められる。尋常科5年を新設。
- 1909年（明治42年）4月 - 尋常科6年を新設。

統合
- 1927年（昭和2年） - 上記3校が統合し、高等科を併置の上「賢木尋常高等小学校」（尋常科6年・高等科2年）となる。
- 1941年（昭和16年）4月1日 - 国民学校令施行より「玉名郡賢木村賢木国民学校」に改称。尋常科を初等科に改める。
- 1947年（昭和22年）4月1日 - 学制改革が行われる（六・三制の実施）。
  - 国民学校初等科は、新制小学校「賢木村立賢木小学校」に改組・改称。
  - 国民学校高等科は青年学校普通科とともに、新制中学校「賢木村立賢木中学校[3]」に改組・改称。小学校に併設される。
- 1949年（昭和24年）- 賢木中学校の独立校舎が上長田769番地に完成したため、小学校との併設を解消。
- 1951年（昭和26年）- 学校図書館が完成。
- 1955年（昭和30年）
  - 4月1日 - 賢木村村が南関町に合併したため、「南関町立南関第二小学校」（現校名）に改称。中学校は「南関町立南関第二中学校」に改称[3]。
  - この年 - ミルク給食を開始。
- 1958年（昭和33年）- C型給食を開始。
- 1961年（昭和36年）- A型給食を開始。
- 1962年（昭和37年）9月1日 - 南関第二中学校が南関第四中学校と統合の上、「南関町立南関南中学校」となる。統合校舎が完成するまでの間、旧・第二中学校に「第一校舎」が設置される[3]。
- 1964年（昭和39年）3月31日 - 南関南中学校の校舎が豊永3969番地に完成し、南関南中学校第一校舎が廃止される[3]。
- 1966年（昭和41年）- 松風学園分校を設置。学校給食センター開設により、校内での調理を終了。新校舎が完成。
- 1967年（昭和42年）- 運動場の南側を埋め立てる。
- 1969年（昭和44年）- 校歌を制定。校章および校章旗を制定。体育館が完成。
- 1970年（昭和45年）- プールが完成。
- 1973年（昭和48年）3月31日 - 松風学園分校を廃止。
- 1983年（昭和58年）- 本館等が完成。
- 1987年（昭和62年）- 木造の北校舎が完成。
- 2003年（平成15年）- 新体育館が完成。
- 2009年（平成21年）4月 - 2学期制を導入。
- 2010年（平成22年）- 地球村学びの森が完成。太陽光発電を開始。
- 2023年（令和5年）- 南関二小ふるさとマップを作成。

## 交通アクセス
最寄りの幹線道路
- 熊本県道29号荒尾南関線

## 周辺
- ふれあい広場
- 高久野団地
- 賢木郵便局
- 関川